# Bowery Electric
Bowery Electric fue una banda estadounidense formada en la ciudad de Nueva York en 1993 por Lawrence Chandler y Martha Schwendener. El dúo se conoció mientras trabajaba en la revista "Interview" de Andy Warhol.

## Discografía

### Álbumes de estudio
- 1995: "Bowery Electric" (Kranky Records)
- 1996: "Beat" (Kranky / Beggars Banquet Records)
- 2000: "Lushlife" (Beggars Banquet)

### EP
- 1994: "Drop" (Hi-Fidelity Recordings)

### Compilaciones
- 1996: Monsters, Robots and Bug Men (Virgin Records)
- 1996: The New Atlantis (Space Age Recordings)
- 1997: Deepwater Black (Koch Records)
- 1997: Vertigo (Beggars Banquet)
- 1998: After the Flood 2 (ae)
- 1998: A Tribute To Spacemen 3 (Rocket Girl)
- 1998: kompilation (Southern Records)
- 1998: Hekla's Selection (Keith Fullerton Whitman)
- 2001: Dark City Nights (Mascara)
- 2000: Chillout Basscapes 2 (Zoomshot)
- 2000: Musikexpress 40 (Musikexpress)
- 2001: Im:pulse Chill & Lounge Grooves (Indigo)
- 2002: Brain In The Wire (Brainwashed Recordings)

### Sencillos
- 1997: Fear of Flying / Beat / Without Stopping (Beggars Banquet)
- 1997: Black Light / Coming Down / Empty Words (Beggars Banquet)
- 1997: Blow Up / Electrosleep (Happy Go Lucky)
- 2000: Floating World / Lushlife (Beggars Banquet)
- 2000: Freedom Fighter / Soul City (Beggars Banquet)

### Videografía
- 1996: "Fear of Flying" (Director, Ed Feldman) https://www.youtube.com/watch?v=jL38pSV644A
- 2000: "Freedom Fighter" (Director, Tomaz Baltzi) https://www.youtube.com/watch?v=AQ8hxytH3kc
- 2007: "automobilux" feature film remixing Bowery Electric songs (Director, Garret Linn) https://vimeo.com/32220141